# Ylber Ramadani
Ylber Latif Ramadani (n. 12 aprilie 1996) este un fotbalist profesionist albanez care joacă pe postul de mijlocaș defensiv pentru Vejle în Prima Divizie Daneză și pentru echipa națională a Albaniei.

## Cariera pe echipe

### Ferizaj
El și-a început cariera de fotbalist profesionist la clubul sau de origine Ferizaj, unde a jucat în total în 42 de meciuri și a marcat 3 goluri în sezonul 2013-2014.

### Priștina
La începutul sezonului 2014-2015, Ramadani a semnat cu Priștina pentru care a jucat în 14 meciuri și a marcat doar un gol.

### Drita
La 1 august 2015, Ramadani a semnat cu Drita. În prima parte a sezonului 2015-2016, el a jucat 17 meciuri de campionat, iar Drita a terminat pe locul 10, evitând retrogradarea, învingând-o pe Flamurtari 4-2 la penaltiuri în playoff-urile de retrogradare.

### Partizani Tirana
În decembrie 2015, s-a anunțat faptul că Ramadani va fi transferat de echipa din Prima Ligă a Albaniei Partizani Tirana în timpul ferestrei de transfer din ianuarie și a semnat un contract pe trei ani la data de 10 ianuarie 2016. Cu toate acestea, mișcarea a fost în curând oprită deoarece Drita a refuzat să-i dea drumul Ramadani, dar cluburile au reușit să ajungă la un acord asupra transferului și mutarea a devenit oficială o lună mai târziu pe 10 februarie. După sfârșitul sezonului, în care Ramadani a jucat 42 de meciuri în toate competițiile, a fost numit cel mai bun jucător tânăr al Superligii Albaniei.

### Vejle
La 14 iunie 2017, echipa din Prima Divizie Daneză Vejle a anunțat transferul lui Ramadani de la Partizani Tirana pentru suma de tranfer de 200.000 €. Jucătorul a fost prezentat în aceeași zi și a fost semnat un contract pentru următorii patru ani. La 26 noiembrie 2017, Ramadani a marcat primul său gol în străinătate împotriva echipei de pe locul al doilea, Vendsyssel, într-un meci câștigat de Vejle cu 4-1 rămânând în vârful clasamentului după 19 etape, cu 38 de puncte.

## Cariera la națională

### Kosovo
Ramadani a primit prima sa convocare din partea antrenorului echipei Kosovoului sub 19 ani, Ramiz Krasniqi, pentru meciurile amicale împotriva Albaniei în octombrie 2015. A jucat în primul meci din 13 octombrie, marcând în victoria cu 2-0.
El a făcut parte, de asemenea, din lotul sub 21 de ani din Kosovo.

### Albania

#### Tineret
La 27 august 2017, Ramadani a primit prima sa convocare la naționala Albaniei sub 21 din partea antrenorului Redi Jupi pentru meciul de calificare la Campionatul European de tineret sub 20 de ani al UEFA din 2017 împotriva Greciei. El a debutat mai târziu pe 10 octombrie ultimul meci de calificare împotriva Israelului, care a fost pierdut de Albania cu 4-0.
Ramadani a continuat să facă parte din naționala sub 21 de ani pentru următoarea campanie de calificare, așa că a fost chemat în iunie 2017 pentru meciul amical cu Franța și primul meci din calificările următoarei campanii împotriva Estoniei. El a marcat primul său gol pentru naționala sub 21 pe 10 noiembrie, în al cincilea meci din grupe împotriva Irlandei de Nord, cu Albania ratând victoria în ultimele minute.

#### Seniori
Ramadani a primit prima sa convocare la naționala mare din partea antrenorului  Christian Panucci pentru amicalul împotriva Turciei la 13 noiembrie 2017. El a descris prima sa convocare ca fiind „un vis devenit realitate”. El a fost o rezervă neutilizată în meciul câștigat de Albania cu 3-2. Ramadani și-a făcut debutul pentru echipa națională de fotbal a Albaniei, într-un meci amical cu Norvegia, pierdut cu 1-0, la 26 martie 2018.

## Statistici privind cariera

### Club
Până pe 26 noiembrie 2017 
| Club               | Sezon         | Campionat              | Campionat | Campionat | Cupă    | Cupă   | Continental | Continental | Altele  | Altele | Total   | Total  |
| Club               | Sezon         | Divizie                | Meciuri   | Goluri    | Meciuri | Goluri | Meciuri     | Goluri      | Meciuri | Goluri | Meciuri | Goluri |
| ------------------ | ------------- | ---------------------- | --------- | --------- | ------- | ------ | ----------- | ----------- | ------- | ------ | ------- | ------ |
| Ferizaj            | 2013-2014     | Superliga din Kosovo   | 29        | 1         | -       | -      | -           | -           | -       | -      | 29      | 1      |
| Ferizaj            | 2014-2015     | Superliga din Kosovo   | 13        | 2         | -       | -      | -           | -           | -       | -      | 13      | 2      |
| Ferizaj            | Total         | Total                  | 42        | 3         | -       | -      | -           | -           | -       | -      | 42      | 3      |
| Prishtina          | 2014-2015     | Superliga din Kosovo   | 14        | 1         | -       | -      | -           | -           | -       | -      | 14      | 1      |
| Drita              | 2015-2016     | Superliga din Kosovo   | 17        | 1         | -       | -      | -           | -           | -       | -      | 17      | 1      |
| Partizani Tirana B | 2015-2016     | A Doua Divize Albaneză | 7         | 0         | -       | -      | -           | -           | 1 1     | 0      | 8       | 0      |
| Partizani Tirana   | 2015-2016     | Superliga Albaniaei    | 3         | 0         | 1       | 0      | -           | -           | -       | -      | 4       | 0      |
| Partizani Tirana   | 2016-2017     | Superliga Albaniaei    | 32        | 0         | 3       | 0      | 7           | 0           | -       | -      | 42      | 0      |
| Partizani Tirana   | Total         | Total                  | 35        | 0         | 4       | 0      | 7           | 0           | -       | -      | 46      | 0      |
| Vejle Boldklub     | 2017-2018     | Prima Divizie Daneză   | 27        | 1         | 1       | 0      | -           | -           | -       | -      | 20      | 1      |
| Total carieră      | Total carieră | Total carieră          | 134       | 6         | 5       | 0      | 7           | 0           | 1       | 0      | 147     | 6      |

1. ↑  Meciuri în play-outul Primei Divizii a Albaniei
2. ↑  Meciuri în play-outul Primei Divizii a Albaniei
3. ↑  Four appearances in UEFA Champions League, three appearances in UEFA Europa League

## Palmares

### Individual
- Cel mai bun tânăr jucător din Superliga Albaniei: 2016-2017[24]